# Lac de la Ganguise
Der Lac de la Ganguise ist ein Stausee im französischen Département Aude in der Region Okzitanien. Er nimmt das Wasser zweier Zuflüsse auf, der namensgebenden Ganguise und des Ruisseau de Labexen, wodurch sich seine charakteristische U-förmige Gestalt ergibt.

## Lage
Der See liegt rund 50 Kilometer südöstlich von Toulouse und 15 Kilometer westlich von Castelnaudary. Anrainergemeinden sind Baraigne im Nordosten, Molleville im Osten, Cumiès im Südosten, Belflou im Westen und Gourvieille im Norden.

## Geschichte
Das Projekt zur Anlage des Sees als Reservoir für die Landwirtschaft reicht bis ins Jahr 1951 zurück. Umgesetzt wurden die Pläne aber erst 1979. Mit dem Wasser werden heute rund 20.000 Hektar Bewässerungsfläche östlich von Castelnaudary versorgt. In geringerem Maße wird er auch wassersportlich (Segeln, Windsurfen) und als Badesee genutzt. In der Gemeinde Belflou befindet sich der Club Nautique Castelnaudarien.
Der Staudamm besteht aus einem Erddeich, der das gesamte Tal der Ganguise sperrt. 2007 wurde er um 3 Meter erhöht und die Seefläche damit auf heute 500 Hektar vergrößert. Die Speicherkapazität hat sich von 22 auf 44,6 Millionen Kubikmeter verdoppelt.